# Now What?!
《Now What?!》는 영국의 하드 록 밴드 딥 퍼플의 열아홉 번째 스튜디오 음반이다. 2013년 4월 26일에 발매되었으며, 밥 에즈린이 프로듀싱을 하였다. 이 밴드는 음반에 대한 업데이트를 게시하기 위해 전용 공식 웹사이트도 만들었다. 이 음반은 딥 퍼플의 이전 스튜디오 음반인 《Rapture of the Deep》이 2005년 말에 발표되었기 때문에 7년 만에 이 밴드의 첫 번째 스튜디오 음반이었다.
2013년 2월 26일 음반 타이틀이 발표되었다. 또한 2013년 3월 29일에는 〈Hell to Pay〉와 〈All the Time in the World〉가 수록된 새로운 싱글이 CD와 바이닐 형태로 발매되었다. 2013년 5월 6일 밴드는 새로운 싱글 〈Vincent Price〉가 6월 7일 다운로드, CD 싱글, 7인치 투명 바이닐로 출시될 것이라고 확인했다. 이 싱글은 또한 이전에 발표되지 않은 곡 〈First Sign of Madness〉과 현재 사용할 수 없는 《Rapture of the Deep》 한정판과 트랙의 비디오 클립을 포함한다.
"손에 닿은 영혼은 영원히 얽혀 있다"는 가사를 담은 〈Uncommon Man〉과 〈Above and Beyond〉는 2012년 7월 사망한 창립 멤버 존 로드를 위해 헌정된 곡이다. 〈Uncommon Man〉은 고전적인 작곡 〈보통 사람들을 위한 팡파르〉에서 부분적으로 영감을 받았으며, 돈 에어리가 작곡한 신시사이저 생성 팡파르 주제가 특징이다.

## 평가
| 평가 점수               | 평가 점수    |
| 출처                    | 점수         |
| ----------------------- | ------------ |
| AllMusic                | [ 5 ]        |
| BW&BK                   | 8/10         |
| Daily Express           | 4/5          |
| Metal Hammer (GER)      | 6/7          |
| Record Collector        | [ 9 ]        |
| Sputnikmusic            | [ 10 ]       |
| The Quietus             | (favourable) |
| Ultimate Guitar Archive | 8.3/10       |

발매 이후, 《Now What?!》는 비평가들로부터 대부분 긍정적인 반응을 얻었다. 올뮤직의 스티브 레겟은 이 음반이 프로그레시브 메탈의 황금시대 제품처럼 들렸다 언급하며 "어떤 것들은 정말 바뀌면 안 되는 것들이고, 딥 퍼플은 그것을 인식하고 있습니다. 그들은 조금도 변하지 않았고, 이 그룹의 많은 팬들은 그런 점에서 이번 음반이 위안을 줄 것입니다." 스푸트니크뮤직 논평가는 "《Purpendicular》의 팬들과 그룹의 마지막 두 음반은 몇 가지 즐거운 순간을 찾을 것이고 밴드는 그 결과에 대해서도 자랑스러워 해야 한다"고 썼다.
이 음반은 스푸트니크뮤직의 "2013년 베스트 프로그레시브 록 음반" 목록에서 104위에 올랐다.
《Now What?!》는 미국에서 첫 주에 4,000장이 팔렸다.
발매 6개월 후, 《Now What?!》는 독일에서 골드를 인증받았다(10만 장 팔렸다).
이 음반은 1993년 《The Battle Rages On...》 이후 영국 음반 차트 40위 안에 진입한 첫 번째 딥 퍼플 스튜디오 음반이다.

## 곡 목록
모든 곡들은 특별한 언급이 없는 한 돈 에어리, 이언 길런, 로저 글로버, 스티브 모스, 이언 페이스 그리고 밥 에즈린에 의해 작사/작곡하였다.
| #   | 제목                          | 재생 시간 |
| --- | ----------------------------- | --------- |
| 1.  | 〈A Simple Song〉             | 4:39      |
| 2.  | 〈Weirdistan〉                | 4:14      |
| 3.  | 〈Out of Hand〉               | 6:09      |
| 4.  | 〈Hell to Pay〉               | 5:10      |
| 5.  | 〈Body Line〉                 | 4:26      |
| 6.  | 〈Above and Beyond〉          | 5:30      |
| 7.  | 〈Blood from a Stone〉        | 5:18      |
| 8.  | 〈Uncommon Man〉              | 7:02      |
| 9.  | 〈Après Vous〉                | 5:24      |
| 10. | 〈All the Time in the World〉 | 4:21      |
| 11. | 〈Vincent Price〉             | 4:46      |

| #   | 제목                          | 재생 시간 |
| --- | ----------------------------- | --------- |
| 12. | 〈It'll Be Me (잭 클레멘트)〉 | 3:02      |